# Michelle Behennah
 (décembre 2014).
Si vous disposez d'ouvrages ou d'articles de référence ou si vous connaissez des sites web de qualité traitant du thème abordé ici, merci de compléter l'article en donnant les références utiles à sa vérifiabilité et en les liant à la section « Notes et références ».
Michelle Behennah, née le 7 janvier 1977 à Singapour, est un mannequin britannique.

## Biographie

### Enfance
Ses parents étant divorcés (son père biologique est un ancien principal dans une école de Hong Kong), sa mère Rosemary s'est remariée et gère avec son nouveau mari un accueil bed and breakfast (B&B) en France. La plus jeune de trois enfants, Michelle était rentrée en Angleterre avec sa famille à Sheffield, et y a reçu son éducation.
Elle visait la carrière de chirurgien, mais sa mère lui conseilla la filière du mannequinat. À quatorze ans, elle fit donc son apparition à Londres, où sa mère l'avait inscrite pour un concours organisé par une société de shampoing. Ayant gagné ce concours, elle tenta le Supermodel of the World de 1993 organisé par l'agence de mannequins Ford Model Management. Elle arriva en finale, avec Magdalena Wróbel.

### Carrière
Après sa victoire, elle se rend à Paris, où elle se fait une réputation dans le monde des mannequins pendant sept ans. Elle apparaît dans des magazines comme Elle (éditions française et US), Glamour (édition italienne), Vogue (éditions italienne et espagnole), Mademoiselle, et Cosmopolitan. 
Elle a travaillé pour des marques et couturiers tels que Cynthia Rowley (en), Valentino, BCBG Max Azria, Donna Karan, Emanuel Ungaro, Nina Ricci, Ralph Lauren, Salvatore Ferragamo, Chanel et Thierry Mugler. 
En 1999, elle se rend à New York, et sa carrière en profite encore. Elle prête son image à Burberry, Esprit, Givenchy, Vanderbilt Jeans, Hewlett-Packard, J.Crew, Kenzo, L'Oréal "Elnett" hairspray, Mango, Nina Ricci, Saks Fifth Avenue, montres Swatch, Tommy Hilfiger, ou encore Victoria's Secret. 
Elle a aussi posé pour Sports Illustrated dans le numéro spécial maillots de bain en 1999, 2000 et 2001. 

#### Défilés
- Prêt-à-porter - automne-hiver 1997 : Cynthia Rowley, Valentino
- Prêt-à-porter - printemps-été 1998]: Antonio Berardi (en), BCBG Max Azria, Collette Dinnigan (en), Cynthia Rowley, Castelbajac, Donna Karan, Eric Bergere, Emanuel Ungaro, Erreuno, Jerome L'Huillier, Lainey Keogh (en), Nina Ricci, Ralph Lauren, Salvatore Ferragamo
- Haute couture - printemps-été 1998 : Chanel, Thierry Mugler[réf. souhaitée][1]